# Premi Ophir
I Premi Ophir (in ebraico פרס אופיר‎? Pras Ofír), per esteso
Premi dell'Accademia israeliana del cinema in nome di Shaike Ophir (פרס האקדמיה הישראלית לקולנוע על שם שייקה אופיר Pras ha-Akademia ha-Israelít le-Kolnoa’ al shem Shaike Ofír; noti anche in inglese come: Israeli Academy Awards) e spesso indicati come gli Oscar israeliani (האוסקר הישראלי ha-Oscar ha-Israeli), sono Premi cinematografici assegnati dall’Accademia israeliana di cinema e televisione a riconoscimento di eccellenza professionale nell'industria cinematografica. Prendono il nome dall'attore Shaike Ophir e sono stati assegnati per la prima volta nel 1982.

## Lista dei vincitori per miglior film
- 1990: The Lookout (Shuroo)
- 1991: Beyond the Sea
- 1992: Life According to Agfa (in ebraico החיים על פי אגפא‎?)
- 1993: Revenge of Itzik Finkelstein
- 1994: Sh'Chur
- 1995: Lovesick on Nana Street
- 1996: Clara Hakedosha (in ebraico קלרה הקדושה‎?)
- 1997: Pick a Card
- 1998: Circus Palestine
- 1999: Ha Chaverim shel Yana (in ebraico החברים של יאנה‎?)
- 2000: Time of Favor (in ebraico Ha-hesder)
- 2001: Matrimonio tardivo
- 2002: Knafayim Shvurot (in ebraico כנפיים שבורות‎?)
- 2003: Nina's Tragedies (in ebraico האסונות של נינה‎?)
- 2004: Campfire (in ebraico מדורת השבט‎?)
- 2005: What a Wonderful Place (in ebraico איזה מקום נפלא‎? - Eize Makom Nifla)
- 2006: Aviva My Love e Sweet Mud
- 2007: La banda
- 2008: Valzer con Bashir (in ebraico ואלס עם באשיר‎?)
- 2009: Ajami
- 2010: Il responsabile delle risorse umane
- 2011: Hearat Shulayim
- 2012: La sposa promessa
- 2013: Betlehem [4]
- 2014: Viviane
- 2015: Baba Joon
- 2016: La tempesta di sabbia
- 2017: Foxtrot - La danza del destino
- 2018: The Cakemaker
- 2019: Incitement
- 2020: Asia
- 2021: Let There Be Morning
- 2022: Cinema Sabaya
- 2023: Seven Blessings